# Châteauneuf-de-Vernoux
Châteauneuf-de-Vernoux – miejscowość i gmina we Francji, w regionie Owernia-Rodan-Alpy, w departamencie Ardèche.
Według danych na rok 1990 gminę zamieszkiwało 198 osób, a gęstość zaludnienia wynosiła 33 osób/km² (wśród 2880 gmin regionu Rodan-Alpy Châteauneuf-de-Vernoux plasuje się na 1429. miejscu pod względem liczby ludności, natomiast pod względem powierzchni na miejscu 1437.).